# Protézis (nyelvészet)
A protézis (a latin prothesis < ógörög πρόθεσις protheszisz ’előre tevés’ szóból) eredetileg a retorikában használt terminus, de a nyelvészet is átvette. Hangváltozást nevez meg, amely szó elejére etimológiailag nem indokolt beszédhang vagy hangcsoport betoldását jelenti általában a kiejtés megkönnyítésének céljából.

## A nyelvtörténetben
A történeti fonetika szempontjából protézis történhet szavak fejlődésében, amikor egy nyelvből átöröklődnek egy másikba. Például egyes újlatin nyelvekben (spanyol, francia) a latin [sp], [st] és [sk] szó eleji mássalhangzócsoportok elé protetikus [e] került. A franciában az [s] ki is esett egyes esetekben: latin spiritus ’lélek’ > spanyol espíritu, francia esprit; lat. stella ’csillag’ > sp. estrella, fr. étoile; lat. schola ’iskola’ > sp. escuela, fr. école, lat. spatula(m) ’váll’ > fr. épaule, lat. scutu(m) ’pajzs’ > fr. écu.
Miközben az újlatin nyelvekben magánhangzó protézise történt mássalhangzó elé, egyes szláv nyelvek kifejlődésekor mássalhangzó került magánhangzó elé. Egyes nyelvészek szerint a protoszláv nyelvben az ’alma’ szó megfelelője ablъko volt. Egyes nyelvekben, mint az orosz, a lengyel vagy a közép-délszláv diarendszer nyelveiben (bosnyák, horvát, montenegrói, szerb, röviden BHMSz), e szó elejére a [j] hang került: orosz яблоко (jabloko), lengyel jabłko, BHMSz jabuka.
Egy másik mássalhangzó, a [v] protézise megtörtént egyes orosz szavak esetében, pl. protoszl. *osmъ ’szem’ (látószerv) > восемь (voszemj) ’nyolc’. Gyakoribb ez a protézis a belarusz nyelvben: protoszl. oko > вока (voka), protoszl. *uхо ’fül’ > вуха (vuxa).
Az aromán nyelvben gyakori, bár nem általános és nem minden nyelvjárásra jellemző az [a] protézise főleg [r] elé: arău (vö. román rău) ’rossz’, aratsi (vö. rom. rece) ’hideg’, arădătsină (vö. rom. rădăcină) ’gyökér’ stb. Ez a magyarázata a nyelv nevének elején található hangnak is.
Egyes nyelvekben protézis tartozik jövevényszavak beillesztésének folyamatához is, például a magyarban, viszonylag régi jövevények esetében (ószláv dvorъ > udvar, lat. schola > iskola), mivel a finnugor alapnyelv egyik tulajdonsága az volt, hogy nem tűrte meg a szóeleji mássalhangzó-torlódást.
A baszk nyelvben, hasonlóan az aromán nyelvhez, megvan az [a] protézise [r] előtt latin és újlatin eredetű jövevényszavakban.

## A mai nyelvben
Párhuzamosan léteznek a nyelvben egyes szavak protézis nélküli és protézises változatai. Olykor mindkét szóalak megvan ugyanabban a nyelvváltozatban, például a román sztenderd nyelvváltozatában egyes hangsúlytalan személyes és visszaható névmások: îmi ~ mi-, -mi ’nekem’, îți ~ ți-, -ți ’neked’, își ~ și-, -și ’saját magának’, îl ~ l-, -l ’őt’ (hímnem) – az î [ɨ] protézise.
A magyar fesztelen nyelvi regiszterben vannak protézis nélküli és protézises becézett keresztnevek: István > Isti > Pisti, Anna > Anni Panna / Panni, Ila > Cila, András > Andi > Bandi stb.
Más szóalak-változatok a sztenderd és nem sztenderd változatok között oszlanak el. Ezek lehetnek nyelvjárások, népi vagy fesztelen nyelvi regiszter, egyéni változatok. Ilyenek például a románban az alămâie ~ lămâie ’citrom’, amiroase ~ miroase ’szagol, szaga van’, zbici ~ bici ’ostor’, scoborî ~ coborî ’lemenni’ szavak.
Dél-orosz nyelvjárásokban az [i] protézise hallható, pl. ишла (isla) ~ шла (sla) ’(ő) ment’ (nőnem).
A régi, és a mai nyelvben sztenderd [j] protézisével kezelt szavakon kívül, horvát nyelvjárási szavakban is megvan ez a protézis sztenderd megfelelőikkel szemben, pl. jopet ~ opet ’újra’.
A protézis egyéni is lehet, mivel a szó nem elszigetelt, hanem a beszédfolyamba ágyazott. Például az angol nyelvben a left turn ’kanyar balra’ szókapcsolat hallható [əleft təːn]-ként kiejtve is, az [ə] protézisével a left szóhoz.
Az adjekció típusú metaplazmusok közé tartozó hangalakzatként a protézis például magyar mondókákban, ritmikus gyermekversekben, ikerszókban, rímekben a játékos hangzást segíti: Egyedem-begyedem, egyetek-begyetek, ekete-pekete, ingyom-bingyom, irgum-burgum stb.
Nem sztenderd szavakban jelenik meg olyan írók tollából is, akik például városi vagy falusi népies hangulatot akarnak tükrözni. Az újságírásban kontextuális protézisről lehet beszélni cikkek címeiben, amikor állandósult szókapcsolatban szót helyettesítenek olyan más jelentésű szóval, amely az első hangja révén különbözik a helyettesítettől, pl. (horvátul) Dalaj-galama ~ Dalaj-lama ’Dalai láma’, amit kontextuális epentézissel lehetne lefordítani: ’Dalai lárma’.